# Hugo Forsberg
Hugo Forsberg, född 27 juni 2000, är en svensk handbollsspelare. Han spelar som mittnia för Önnereds HK.

## Karriär
Forsbergs moderklubb är Kävlinge HK. Han spelade som junior även för H43 Lund och Lugi HF. Han gjorde sitt första mål i Handbollsligan för Lugi säsongen 2017/18 på straff. Första hela säsongen för seniorlaget var 2019/20. Sedan 2022 spelar han för Önnereds HK.